# Toxoneuron dilatum
Toxoneuron dilatum är en stekelart som först beskrevs av Mao 1949.  Toxoneuron dilatum ingår i släktet Toxoneuron och familjen bracksteklar. Inga underarter finns listade i Catalogue of Life.